# مادر زمین (مجله)
مادر زمین یک ژورنال آنارشیست آمریکایی بود که خود را «مجله ماهانه اختصاص داده شده به علوم اجتماعی و ادبیات» توصیف می‌کرد. در اوایل سال ۱۹۰۶ تأسیس شد و از ابتدا توسط اما گلدمن، یک فعال در ایالات متحده، ویرایش می‌شد. علاوه بر مقالات شخصیت‌های تاریخی، مقالاتی از فعالان و نویسندگان معاصر در اروپا و همچنین ایالات متحده در آن منتشر می‌شد.